# نت‌نویسی

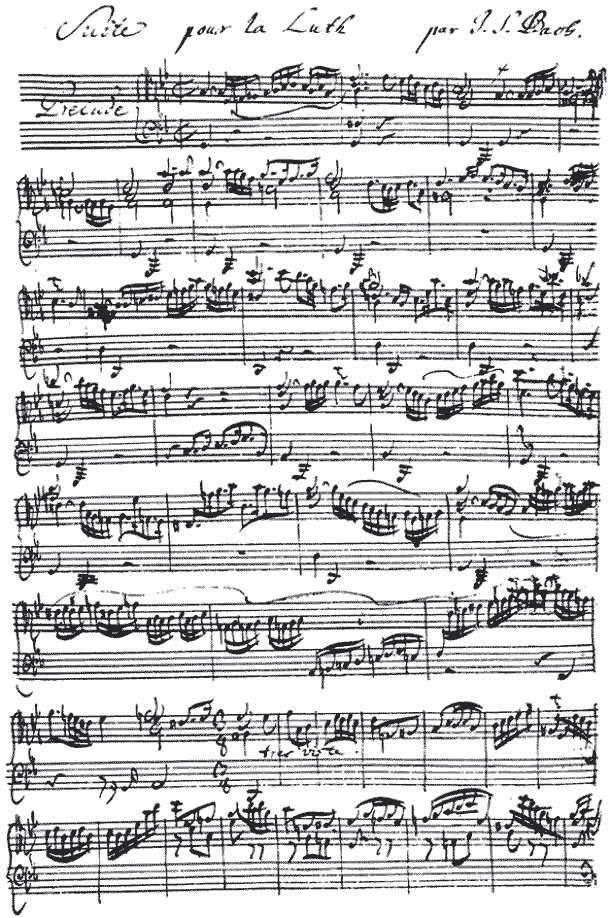
بخشی از نت‌نویسی یک آهنگ با دست‌خط یوهان سباستیان باخ (۱۶۸۵–۱۷۵۰)

نُت‌نویسی یا نَوانِشاننویسی (نُت=نَوانِشان) به هرگونه روشی برای ثبت نوشتاری آثار موسیقایی گفته می‌شود.
گونه‌ها و روش‌های نت‌نویسی متفاوتی در طول تاریخ توسط فرهنگ‌ها و مردمان گوناگون به کارمی‌رفته‌اند به گونه‌ای امروزه نیز از روش‌های مختلفی برای نوشتن نت‌ها استفاده می‌شود.
اگرچه فرهنگ‌های مختلف از روش‌هایی برای نگهداری ملودی‌ها و ریتم‌های موسیقی خود استفاده کرده‌اند اما این روش‌ها آن‌چنان پیچیده نبوده که امروزه بتوان به درستی موسیقی آنها را درک کرد. با این حال پایه‌های نت‌نویسی نوین غربی، ابتدا در اروپای قرون میانه زده شد که کلیسای کاتولیک برای حفظ یکپارچگی سرودهای مذهبی خود آن را بنیان گذاشت. سپس این نت‌نویسی در دوره‌های رنسانس و باروک و بعدها در دوره‌های موسیقی کلاسیک و رمانتیک گسترش یافته و کامل‌تر شد.

## کلیدواژه‌های نت‌نویسی مدرن
در موسیقی امروز برای نت‌نویسی روش و اصول ویژه‌ای تعریف شده که برای آشنایی با آن اصول، آموختن مبانی زیر گام نخست است (برابرها برگرفته از فرهنگستان زبان فارسی هستند):
- خطوط حامل (خطوط بُردار) کلان: خط‌های حامل (خط‌های بُردار) کلان، نگاره‌ای است برای نوشتن و خواندن خط موسیقی و دقیق تر از آن برای تعیین زیر و بمی نت‌های موسیقی که متشکل از چند خط (در خط امروزی پنج خط) همراستا با فاصله‌های برابر. هر یک از خط‌ها و هر فاصله بین دو خط جایگاه یک نت معینی است و نام نت‌ها از روی نشانه‌ای به نام کلید معین می‌شود که در ابتدای سمت چپ بردار قرار می‌گیرد.

نت‌ها هر چه در محل پایین‌تری از بردار قرار بگیرند، صوتشان بم تر است.
- خط میزان (barline): خط میزان، خطی که عمود برخطوط بردار، همه پهنای بردار را قطع می‌کند و میزان‌ها را از یکدیگر جدا می‌کند.
- کلید (clef): نشانه‌هایی که در آغاز خط‌های بردار جای می‌گیرند تا نام و سطح زیر و بمی نت‌ها را مشخص کند؛ که در پیانو دو کلید به نام‌های کلید فا و کلید سل وجود دارد که کلید سل زیر بودن و کلید فا بم بودن صدا را نشان می‌دهد.
- مایه‌نما (key signature): مجموعه نشانه‌هایی که پس از کلید می‌آیند و مایه (تن موسیقی) را مشخص می‌کنند.
- میزان‌نما (time signature): شماره‌هایی که پس از کلید و مایه‌نما نوشته می‌شوند و مشخص‌کننده تعداد ضرب در هر میزان و ارزش زمانی نسبی نت‌ها هستند.
- خطوط افزوده (ledger lines): خطهای کوتاه در بالا یا پایین بردار تا نت‌های خیلی زیر یا خیلی بم روی آن‌ها نوشته شود.